# Henry Connelly

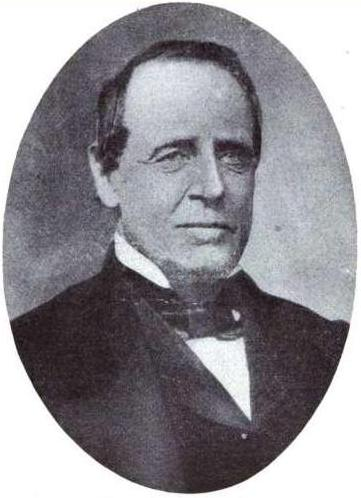
Henry Connelly

Henry Connelly (* 1800 im Nelson County, Kentucky; † 12. August 1866 in Santa Fe, New-Mexico-Territorium) war ein US-amerikanischer Politiker und von 1861 bis 1866 Gouverneur des New-Mexico-Territoriums.

## Frühe Jahre
Henry Connelly besuchte die örtlichen Schulen seiner Heimat in Kentucky. Danach studierte er bis 1828 an der Transylvania University Medizin. Anschließend arbeitete er für kurze Zeit als Arzt in Liberty (Missouri). Danach wurde er Besitzer eines Ladens. Ende der 1840er Jahre zog er nach Peralta in New Mexico, wo er ein sehr erfolgreicher Händler wurde. Im Jahr 1851 wurde er in das Territorialparlament gewählt, in dem er dann fast zehn Jahre verbrachte.

## Territorialgouverneur von New Mexico
Am 4. September 1861 wurde Connelly von Präsident Abraham Lincoln zum neuen Territorialgouverneur von New Mexico ernannt. Das war bereits nach Ausbruch des Amerikanischen Bürgerkrieges. Connelly war ein Anhänger der Union und Gegner der Sklaverei. Aufgrund der geographischen Lage war das Gebiet damals von den konföderierten Truppen bedroht. Immerhin war der Nachbarstaat Texas Teil der Konföderation. Erst ein Sieg der Unionstruppen bei Peralta im Jahr 1862 beendete die Bedrohung des Landes. Ein anderes Problem jener Tage in New Mexico war die Indianerfrage. In der Vergangenheit war es immer wieder zu Kämpfen mit den Indianern gekommen. Connelly war in dieser Frage ziemlich radikal. Er stellte die Indianer vor die Alternative, entweder in Reservaten zu leben oder zu sterben.
Zwischen Herbst 1862 und Mai 1863 war der Gesundheitszustand des Gouverneurs so angeschlagen, dass er für diese Zeit Erholungsurlaub nehmen musste. Am 16. Juli 1866 trat er dann von seinem Amt zurück. Bereits im August desselben Jahres verstarb Henry Connelly dann in Santa Fe. Er war zweimal verheiratet und hatte insgesamt sechs Kinder.